# Dümmlinghausen

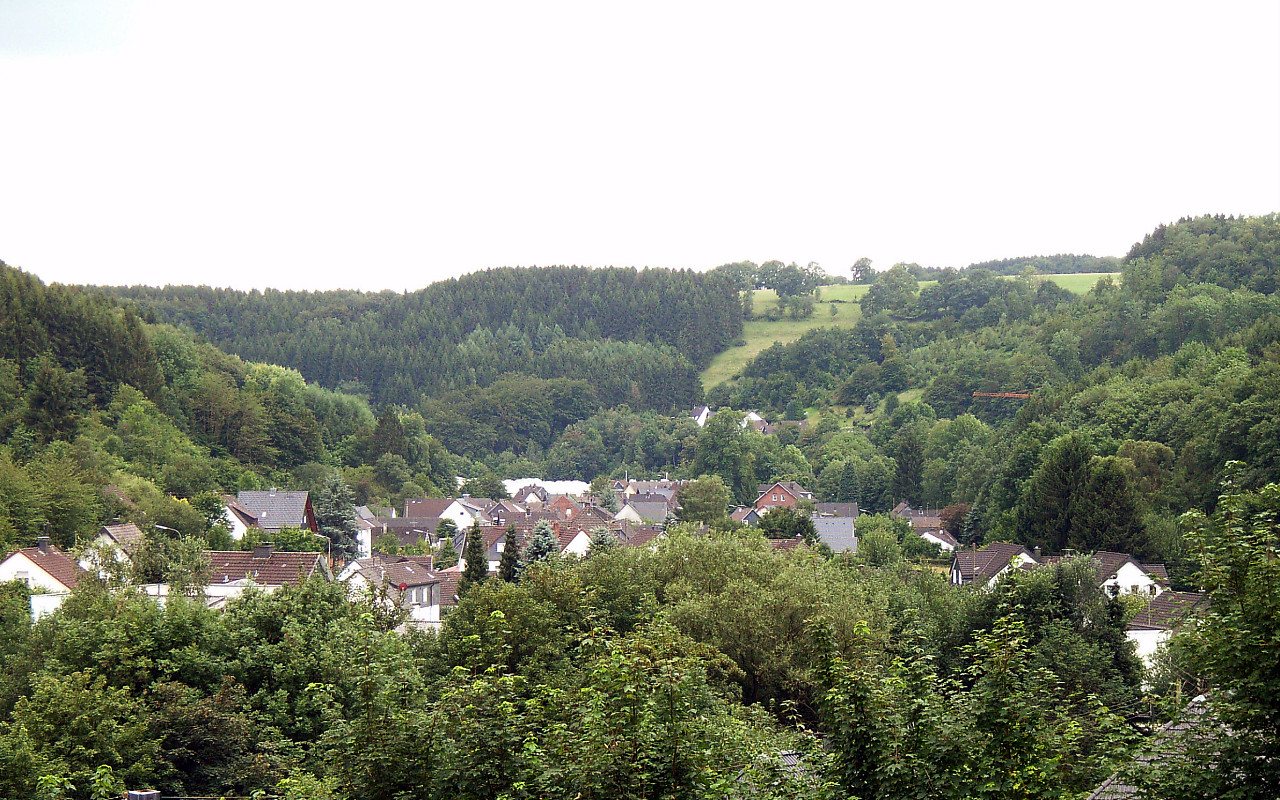
Dümmlinghausen, Blick von Norden

Dümmlinghausen ist ein Ortsteil von Gummersbach im Oberbergischen Kreis im südlichen Nordrhein-Westfalen, Deutschland.

## Geographie
Das Straßendorf liegt in einem schmalen Tal der Agger und reicht an seinem Nordostende bis unterhalb der Sperrmauer der Aggertalsperre. Sein Hausberg ist der Aehlenberg. Je nach Route etwa vier oder fünf Kilometer vom Stadtzentrum entfernt, erstreckt sich Dümmlinghausen zum Großteil entlang der L 337. Die Ostgrenze des Ortes bildet gleichzeitig die Grenze zur benachbarten Stadt Bergneustadt, von deren Ortskern Dümmlinghausen ebenfalls gut vier Kilometer entfernt liegt.

## Geschichte
Im Jahr 1465 wurde der Ort erstmals urkundlich erwähnt; laut Klaus Pampus ist in jenem Jahr „Gabriel de Bodenbach (= Bomig) aus dem märkischen Dumelkusen nach Homburg eingewandert“.
Siedlungsnamen auf -inghausen sind meist Zusammensetzungen aus dem Grundwort -hausen (für Siedlung) und einem Personennamen (hier Duomilo) mit dem Suffix -ing, das die Zugehörigkeit der Siedler zu dieser Person bezeichnet. Im nördlichen Teil des Oberbergischen gibt es etwa 40 Orte, die nach diesem Muster gebildet sind.

## Kultur

### Kirchliche Einrichtungen
- Ev. Gemeindehaus Dümmlinghausen

### Wandern und Radwege
Folgender Wanderweg wird vom Wanderparkplatz Dümmlinghausen vom Sauerländischen Gebirgsverein angeboten:
- A1 (4,5 km)

## Besonderheiten

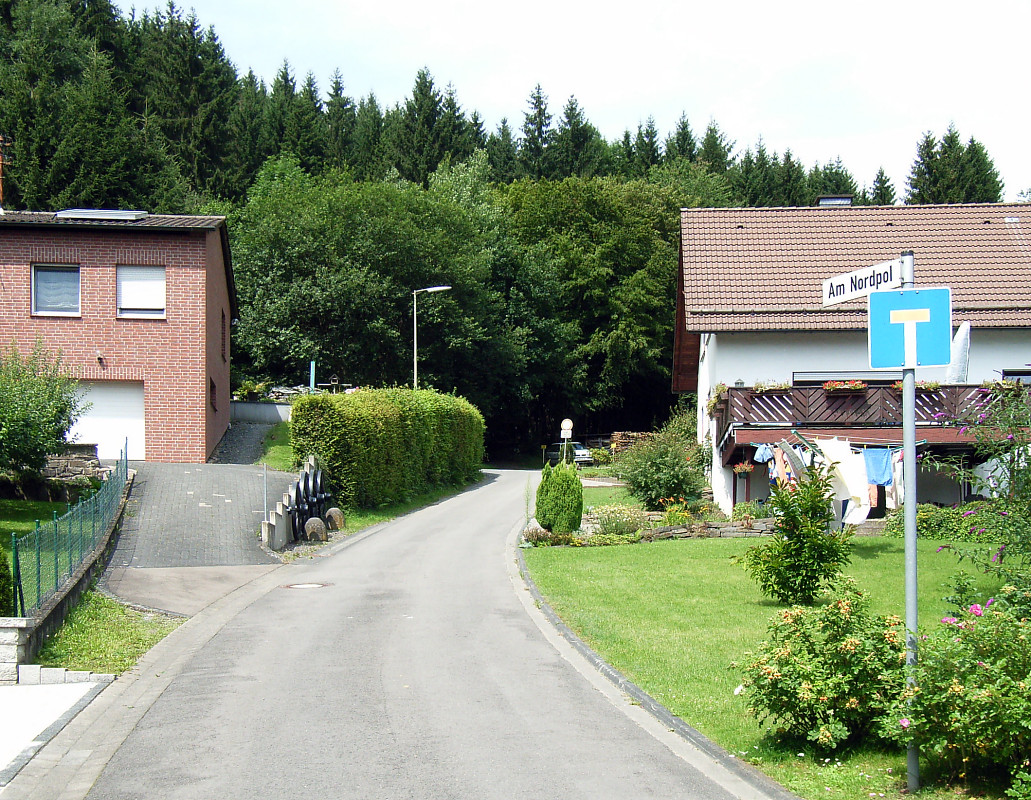
Dümmlinghausen, Am Nordpol

Ohne Scherz kann man sagen, „Dümmlinghausen liegt am Nordpol“, denn ein 1,5 km langes Stück der Dorfstraße trägt diesen kuriosen Namen. Am Nordende der Straße Am Nordpol befindet sich Haus Nr. 1, am Südende Haus Nr. 16.

## Verkehr (Bus und Bahn)
Die Haltestellen Dümmlinghausen Brücke, An der Nordhelle, Auf dem Kamp und Leimicke Abzw. werden über die Buslinie 303 (Gummersbach – Eckenhagen/Waldbröl) angeschlossen. Die Haltestellen Nordhelle und Kamp werden aber nur zeitweise bedient, hauptsächlich zu Schülerverkehrszeiten, dann fährt der Bus eine Zusatzschleife vom Kreisel bis fast zur Aggertalsperre und wieder zurück. Normalerweise biegt der Bus direkt am Kreisel in Dümmlinghausen Richtung Bernberg ab.
Bis in die 1950er existierten in Dümmlinghausen zwei Bahnhöfe der Gummersbacher Kleinbahnen, einer normalspurigen, elektrifizierten Eisenbahnstrecke, die im Personenverkehr als Straßenbahn betrieben wurde, sie führte über Derschlag nach Gummersbach.